# Joachim Persson
Joachim Persson (Slagelse, 23 de mayo de 1983) es un deportista danés que compitió en bádminton, en la modalidad individual.
Ganó dos medallas en el Campeonato Europeo de Bádminton, plata en 2008 y bronce en 2006.

## Palmarés internacional
| Campeonato Europeo | Campeonato Europeo       | Campeonato Europeo | Campeonato Europeo |
| Año                | Lugar                    | Medalla            | Prueba             |
| ------------------ | ------------------------ | ------------------ | ------------------ |
| 2006               | Den Bosch (Países Bajos) | Medalla de bronce  | Individual         |
| 2008               | Herning (Dinamarca)      | Medalla de plata   | Individual         |